# El Campello
El Campello è un comune spagnolo  situato nella comunità autonoma Valenciana.

## Galleria d'immagini

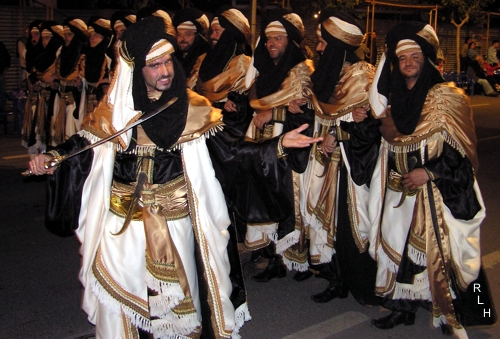
Moros
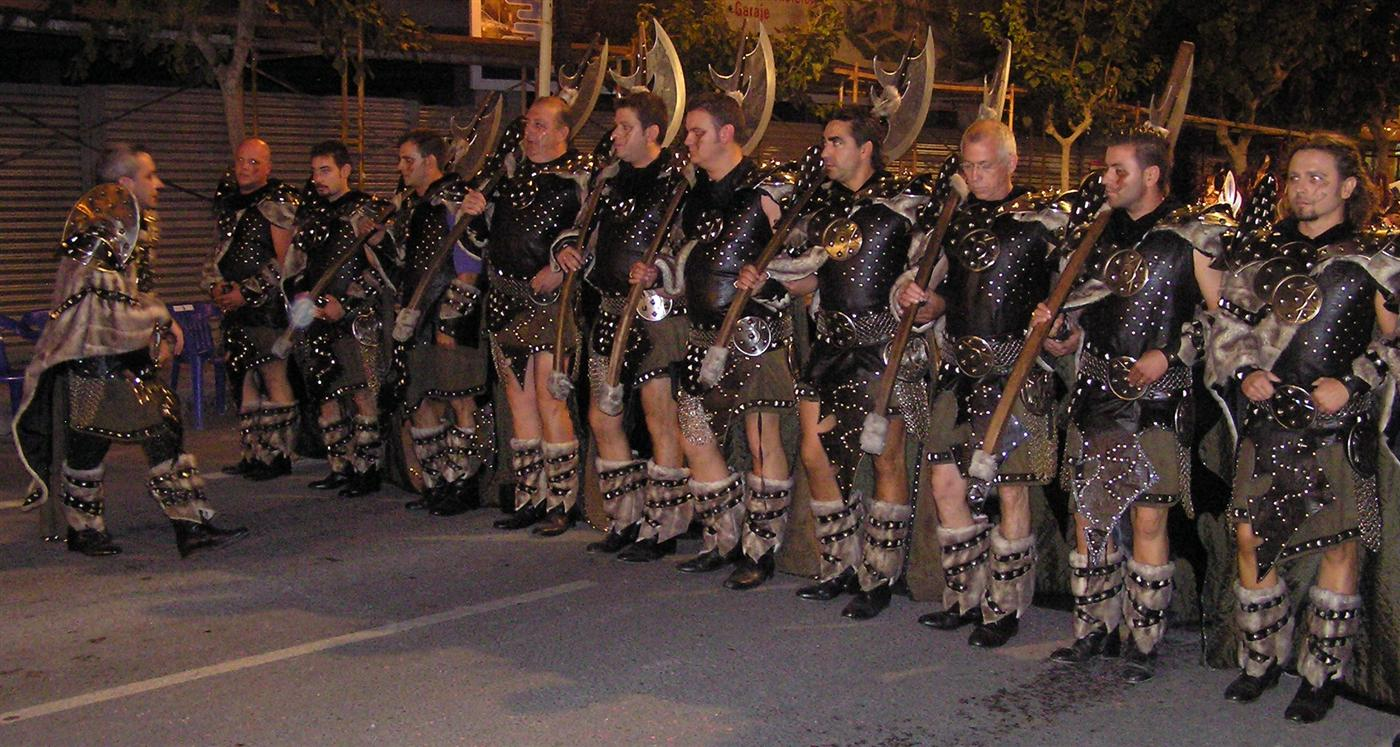
Cristianos
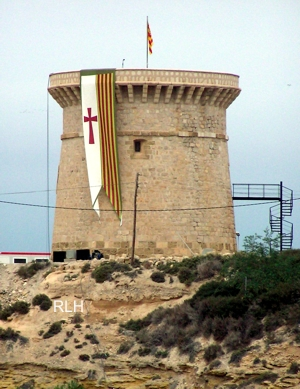
Torre di avvistamento di El Campello
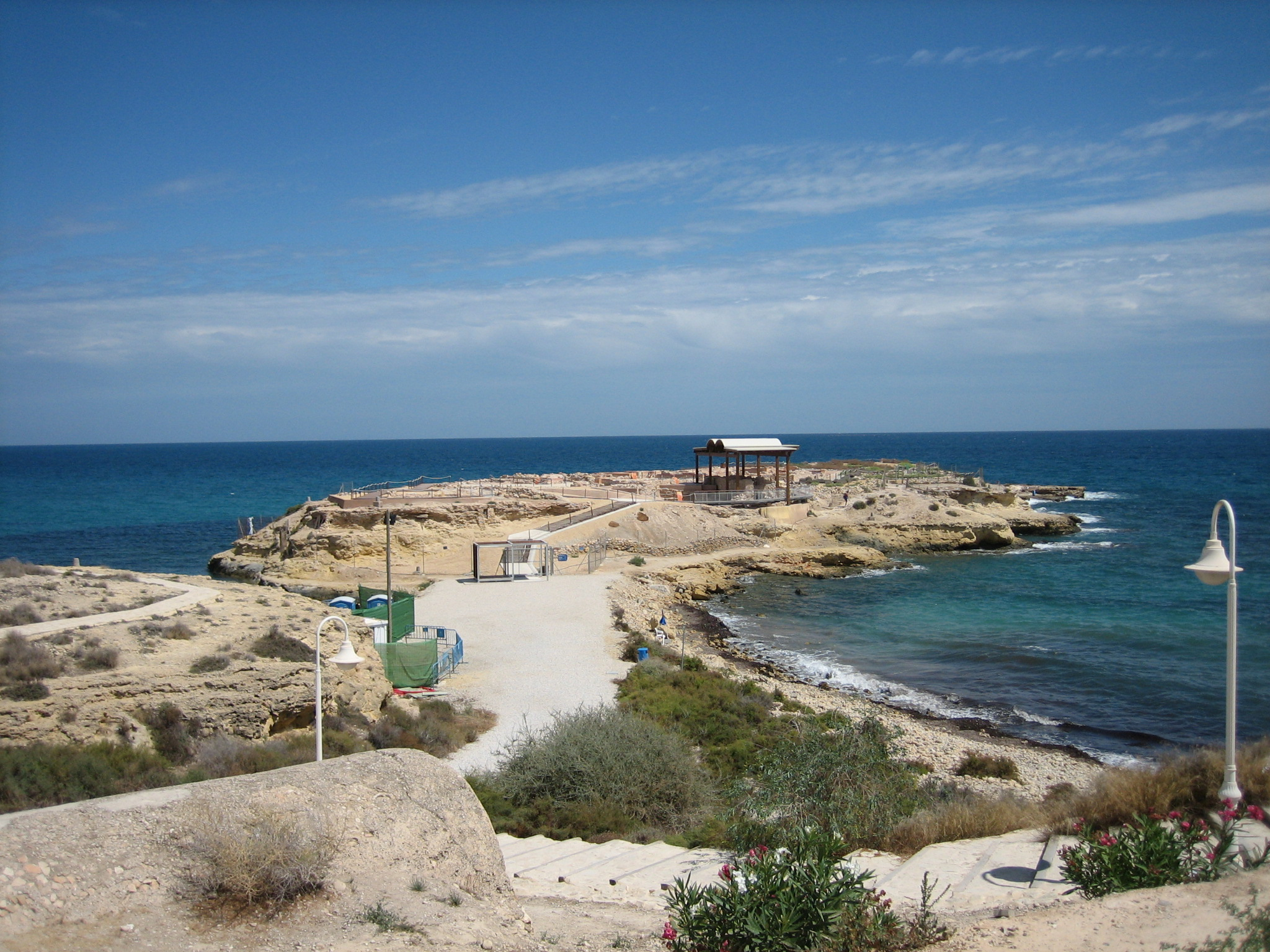
La Isleta
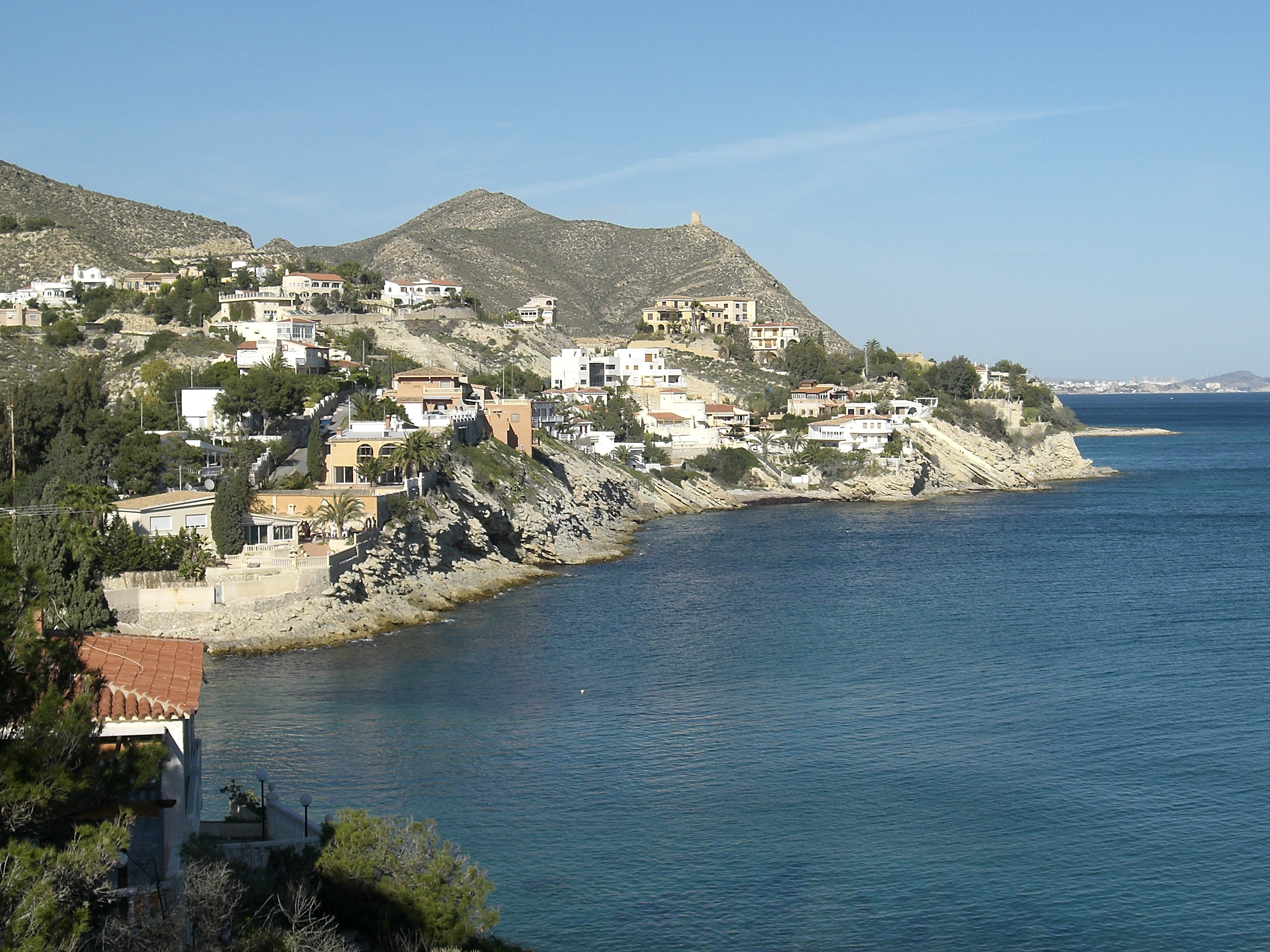
La Coveta Fumada
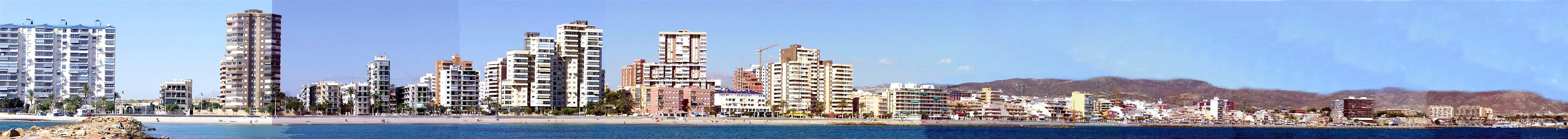
Panoramica